# إيمان ونور

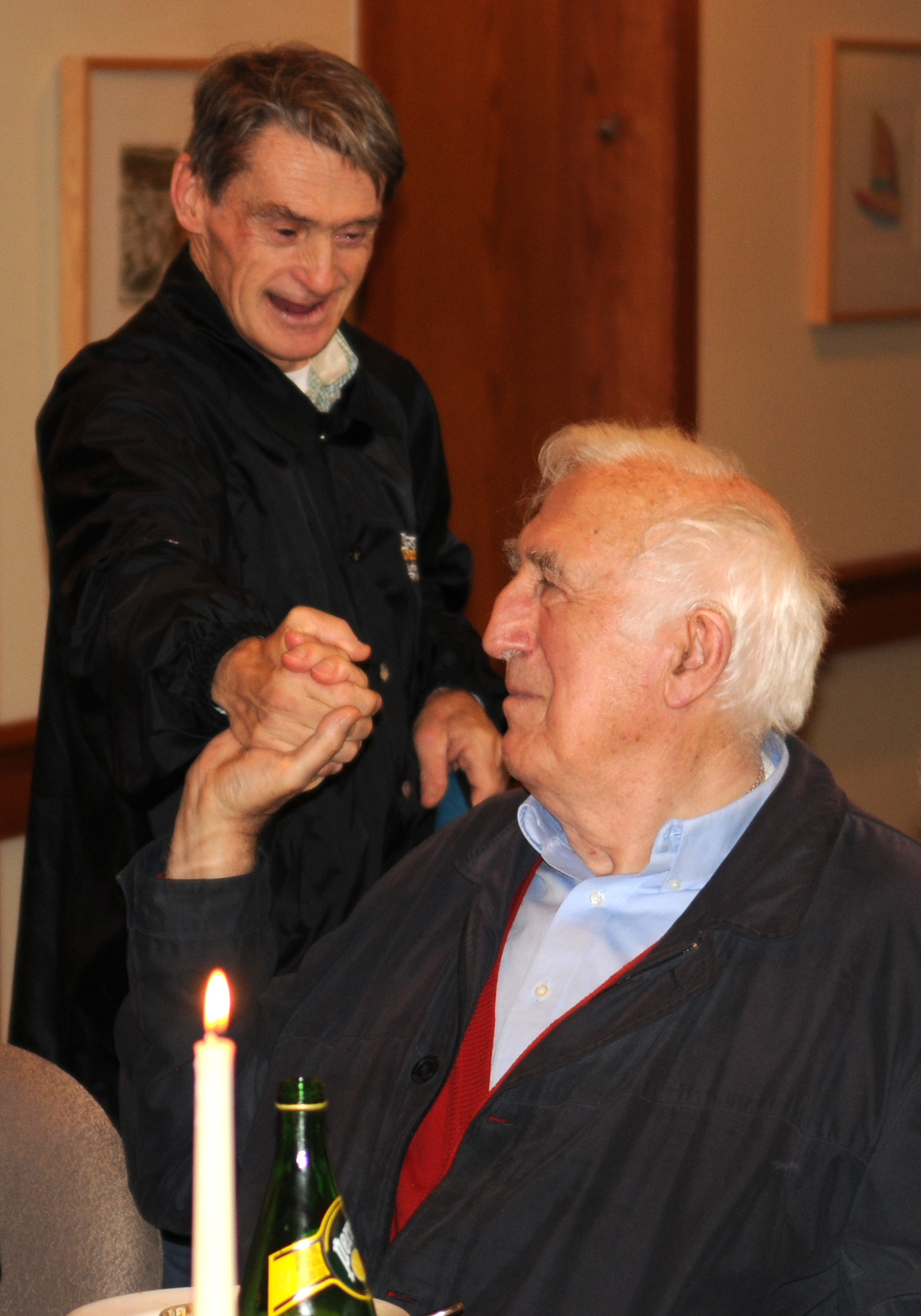
المؤسس جان فانيه (في المقدمة)

إيمان ونور هي حركة جماعية مسيحية عالمية مسكونية. تضمّ هذه الجماعات أشخاصاً ذوي احتياجات خاصة من مختلف درجات الإعاقة من أطفال ومراهقين وراشدين. تحيط بهم عائلاتهم وأصدقاؤهم من الشباب بشكل خاص.
تعطي إيمان ونور للشخص الضعيف إمكانية التعرف على مواهبه وممارستها واكتشاف الفرح النابع من الصداقة.
تعطي إيمان ونور للأهل الدعم في محنتهم وتسمح لهم بالتعرف أكثر إلى جمال ولدهم الداخلي. يصبح كثيرون منهم بدورهم، دعماً وسنداً لسواهم من الأهل المثقلين بآلامهم ومصاعبهم اليومية.
إن اخوة وأخوات ذوي الإعاقة مدعوون لإدراك أن الشخص المعوق يمكن أن يكون مصدر حياة ووحدة؛ إن كان هذا الشخص قد زعزع حياتهم بإمكانه أيضاً أن يغيّرها.
يدرك الأصدقاء بفضل الشخص المعاق أن هناك عالماً آخر غير عالم المنافسة والمال والمادة. إن الشخص الضعيف والفقير يلتمس حوله عالماً من الحنان والأمانة والإصغاء والإيمان.
إن إيمان ونور ليست جماعات حياة، تعيش معاً في مكان واحد، بل إنها جماعات يلتقي أعضاؤها في أوقات منتظمة فتنشأ بينهم روابط تزداد عمقاً من خلال المشاركة في صعوباتهم ورجائهم، من خلال أوقات الاحتفال والصلاة والأفخارستيا و (أو) الاحتفالات الدينية الأخرى.
تضم عادة كل جماعة حوالي ثلاثين شخصاً.

## تاريخ إيمان ونور
1968: في هذا الوقت لم يكن مسموح للأشخاص ذوي الاحتياجات الخاصة المشاركة في مناسبات الحج. كان يظن الناس أنهم غير قادرين على اختبار مثل تلك الأنواع من الأنشطة وأن وجودهم سوف يكون مصدر إزعاج للحجاج الآخرين. واستجابة إلى مطلب كل من والدي تيدي ولويك، طفلين من ذوي الاحتياجات الخاصة، نظم كل من جان فانيه وماري هيلين ماتيو حج إلى مدينة لورد (فرنسا). وبعد مرور ثلاث سنوات من التحضير، أثمر ذلك عن ردود فعل قوية بسبب الحماسة التي عملية التحضير.
1971: في عيد القيامة، 12000 حاج من 15 دولة، كان منهم 4000 شخص من ذوي الاحتياجات الخاصة، مصحوبين بوالديهم وأصدقاء، وبالأخص من الشباب. وانطلاقا من تلك الخبرة أرادوا أن يكملوا ويستمروا في تلك المغامرة. وبصدد ذلك اقترح جان فانيه قائلاً: «استمروا في اللقاء في جماعات صغيرة وقوموا بكل ما يلهمكم الروح القدس بعمله.» هكذا بدأت إيمان ونور في يوم الاثنين من عيد الفصح في لورد.
1975: أستقبل البابا بولس السادس إيمان ونور في كاتدرائية القديس بطرس قائلاً: "أنتم محبوبون من الله كما أنتم...: "لقد اخترتم لأنفسكم مكاناً في الكنيسة" إيمان ونور التي كانت في وقتها تنموا بهشاشة، حصلت على تثبيت لدعوتها من الأب الأعظم.
1981: عادت إيمان ونور من لورد من 23 بلد ليشكروا يسوع وأمه الذين ساعدوهم على اكتشاف جمال أخواتهم وأخوتهم من ذوي الاحتياجات الخاصة. أنها هي، أنه هو اللذان يستطيعان كثر كل حواجز عدم المبالاة، الخوف والأنانية.
1991: في عيد القيامة، تجمع مرة أخرى 13000 حاج في لورد من 60 دولة. أصبحت إيمان ونور مسكونية وتستمر في البحث عن الصغير والضعيف «يا أيها الأب أجعلنا واحداً». لقد تم أعداد برامج هائلة للاهتمام ودمج الأشخاص ذوي الاحتياجات الخاصة لكن حياتهم أصبحت أكثر تهديداً الآن، قبل الولادة وحتى بعدها. تتمنى إيمان ونور أنت تكون بجانب الأبوين اللذان يتعرضان لكثير من الشكوك، والمخاوف، والضغوط.
2001: في أبريل حضر أكثر من 16000 شخص من 73 دولة ممتدين في الخمس قارات معاً إلى لورد. عنوان الحج كان «تعال وأشرب من النبع» في الاحتفال بالقيامة. لورد 2001 كانت خطوة عظيمة في تجاه الفرح والوحدة، مظهرةً أن السعادة تعتمد أولاً وبشكل أساسي على الحب. في كل مكان في العالم، الجماعات التي لم تتمكن من المشاركة في لورد، نظمت حج خاص بها في اتحاد مع هذا التجمع العالمي الكبير.

## شعار إيمان ونور
ميب هو مصمم شعار إيمان ونور، لقد كان ميب رساماً وقد كان أيضاً من أشخاص ذوي الاحتياجات الخاصة. لقد قام بهذا التصميم بمناسبة الحج الأول إلى مدينة لورد بعد أن قام أحدهم بقراءة ميثاق أول حج لإيمان ونور.
ما قام به كان بسيطاً للغاية. مركب حيث وضع بها بعض الأشخاص. لقد كان عددهم أثنى عشر. ينبغي أن يكون يسوع نائماً في أسفل المركب. وكان هناك أيضاً الشمس والسحب. بالتأكيد كان ميب ملهماً، فهو لم يكن يستطيع العد.
فكرة ميب: نحن موجودون في مركب نسافر سوياً، بعض الأوقات يكون البحر الهائج، وبعضها الأخر يكون هادئاً، في بعض الأوقات نحتاج أن نجدف، وفي البعض الأخر تدفع الرياح أشرعة المركب...لقد فهم ميب كل هذا وحده.
إليكم العنوان المصاحب للشعار:
«لقد أنقشع السحاب وسطع نورك علينا يا إلهي.»

## مؤسسو إيمان ونور
جان فانيه
مارى إيلين ماتيو

## صلاة إيمان ونور
يا يسوع، جئت إلى أرضنا،
لتكشف لنا عن أبيك وأبانا،
ولتعلّمنا أن نحبّ بعضنا بعضاً،
أرسل لنا رّوحك القدوس الذي وعدتنا به،
ليجعل منّا، في عالمنا، عالم الحرب والانقسام، أدوات سلام ووحدة.
يا يسوع، لقد دعوتنا لنتبعك في عيلة إيمان ونور.
نريد أن نقول لك «نعم».
نريد أن نعيش عهد حب في هذه العيلة التي وهبتنا إيّاها،
لنتشارك آلامنا وصعوباتنا، أفراحنا ورجائنا.
علّمنا أن نتقبل جروحنا وضعفنا لتتجلى قدرتك فيها،
علّمنا أن نكتشف وجهك وحضورك
في كل إخواتنا وأخواتنا، خاصةً الأكثر ضعفاً.
علّمنا أن نتبعك على طريق الإنجيل.
يا يسوع، إنّنا نتكلّ على مريم، أمّك
إنها الأولى التي استقبلتك في قلبها
ساعدنا أن نستقبلك في قلبنا وفي عيلتنا،
ساعدنا لنبقى دائماً واقفين معها، تحت الصليب،
قريبين من المصلوبين في عالمنا،
ساعدنا أن نحيا، مثلها، في قيامتك.
آمـيــــــــن

## البلاد التي يتواجد فيها إيمان ونور
جنوب أفريقيا، ألمانيا، انكلترا، الأرجنتين، أرمينيا، أستراليا، النمسا، بلجيكا، البرازيل، بنين، بوركينا فاسو، بوروندي، الكاميرون، كندا، شيلي، قبرص، كولومبيا، كوريا الجنوبية، كوت ديفوار، كرواتيا، الدنمارك، اسكتلندا، مصر، إكوادور، استونيا، فرنسا، الجليل، جورجيا، جبل طارق، اليونان، هندوراس، هونغ كونغ، هنغاريا، ريونيون، موريشيوس ورودريغ، إيران، أيرلندا، إيطاليا، اليابان، الأردن، كينيا، الكويت، لبنان، ليتوانيا، لوكسمبورغ، مدغشقر، ماليزيا، جزر المارتينيك، المكسيك، النرويج، نيوزيلندا، باراغواي، ويلز، هولندا، بيرو، الفلبين، بولندا، البرتغال، جمهورية الكونغو الديمقراطية، جمهورية الدومينيكان، الجمهورية التشيكية، رومانيا، روسيا، رواندا، صربيا، سيشيل، سنغافورة، سلوفاكيا، سلوفينيا، السودان، السويد، سويسرا، سوريا، تايوان، أوكرانيا، الولايات المتحدة الأمريكية، زامبيا، زيمبابوي.

## وصلات خارجية
موقع إيمان ونور باللغة العربية
موقع إيمان ونور العالمي باللغة الفرنسية والإنجليزية والفرنسية